# Hanková
Hanková é um município da Eslováquia, situado no distrito de Rožňava, na região de Košice. Tem 10,83 km² de área e sua população em 2018 foi estimada em 87 habitantes.

## Demografia
| Ano:        | 1994 | 2004    | 2014    | 2024   |
| ----------- | ---- | ------- | ------- | ------ |
| Broj ljudi: | 73   | 55      | 83      | 78     |
| Razlika:    |      | -24,65% | +50,90% | -6,02% |

| Ano:               | 2023 | 2024   |
| ------------------ | ---- | ------ |
| Número de pessoas: | 79   | 78     |
| Diferença:         |      | -1,26% |